# Verdunningsfactor
De verdunningsfactor is een rekengrootheid die in verschillende technische beroepen toegepast wordt.

## Installatietechniek
De verdunningsfactor is een factor die bepaalt of er voldoende afstand is tussen de rookgasafvoer (schouw) en de ventilatietoevoeropening, zodat de eventuele aangezogen rookgassen voldoende verdund worden met verse lucht om het uitvallen van de aardgasbrander te voorkomen.
Door de moderne condensatietechnologie op aardgas is het mogelijk om de rookgassen om het even waar af te voeren. De schouw is eigenlijk afgeschaft. De afstand tussen een uitmonding voor rookgasafvoer en een ventilatielucht toevoeropening in de woning wordt bepaald door de zogenaamde verdunningsfactor f. Deze factor is ontwikkeld door TNO. De formules om de verdunningsfactor te bepalen zijn beschreven in NEN 1087 en NEN 2757.

Ook bepaalt de verdunningsfactor of er voldoende afstand is tussen de afvoervoorziening voor luchtverversing (zoals bij balansventilatie) en de ventilatietoevoeropening.

## Analytische chemie
De verdunningsfactor is de factor waarmee de meet-uitkomst vermenigvuldigd moet worden om als analyse-uitkomst gebruikt te kunnen worden. Vaak is de concentratie van de te meten component in het aangeboden monster te hoog om direct te meten. Het monster wordt verdund voor meting. De verdunningsfactor corrigeert voor deze verdunning.